# Potentilla aurea

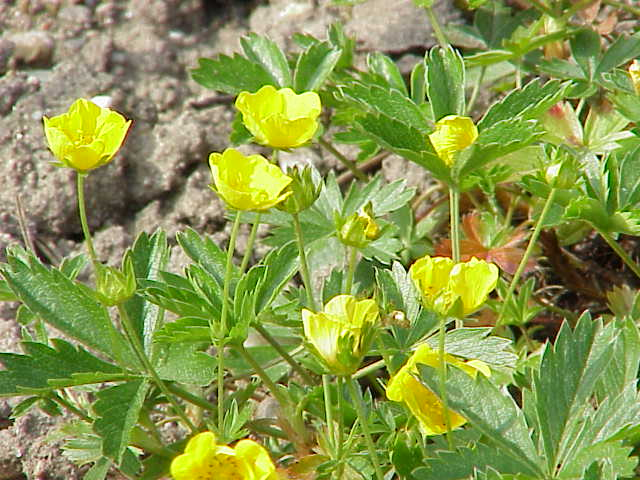
Potentilla aurea

Potentilla aurea es una especie de planta perenne herbácea de la familia Rosaceae.

## Distribución
Se encuentra  en Italia los Alpes, también se puede encontrar raramente en el norte de los Apeninos. En Europa la difusión se limita a lo más meridional de la península y el continente (no en Inglaterra, la península escandinava, la Federación de Rusia y áreas adyacentes).

## Hábitat
Se encuentran en los pastizales alpinos con suelos ácidos y el sustrato  preferido es silíceas o de piedra caliza), el pH del suelo es ácido con un bajo valor nutritivo y cantidad promedio de humedad.
Se pueden encontrar estas plantas entre 1800 y 2900 m s. n. m.; incluyendo regiones subalpinas y alpinas, en algunos casos, esto puede ampliar la gama de 350 m s. n. m. hasta 3.250 m s. n. m.  Algunos especímenes fueron encontrados a 3260 m s. n. m. en el Piz LANguard. 

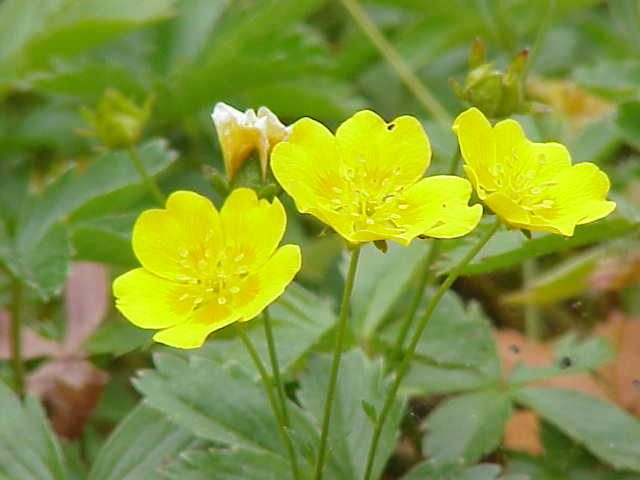
Flores.

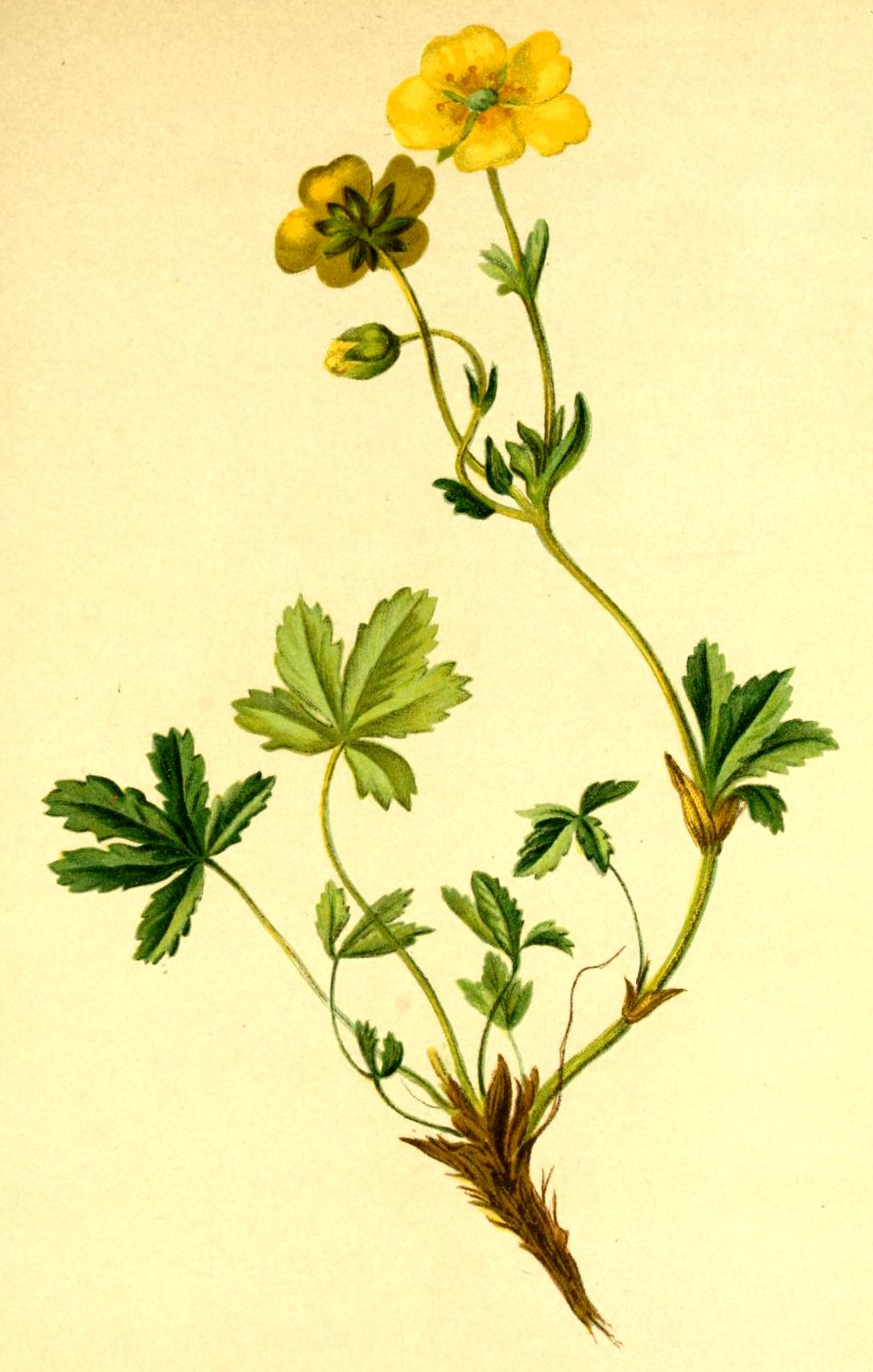
Ilustración

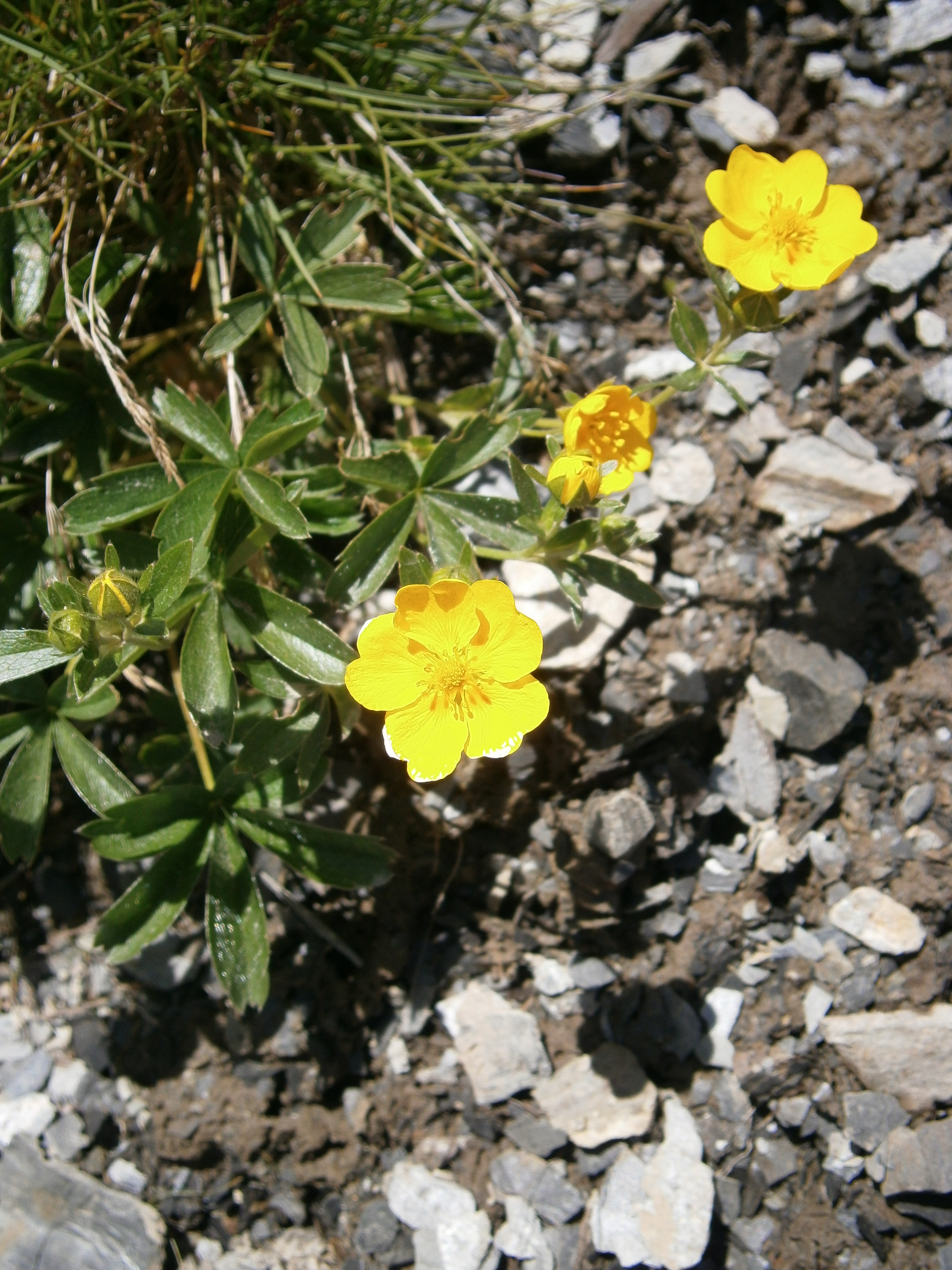
En su hábitat

## Descripción
Alcanza una altura máxima de unos 12 cm (el mínimo es de 5 cm).  La raíz es leñosa y ramificada, por lo general se produce muy enredada.  El tallo es erecto o ascendente y ramificado, escasamente cubierta con pelo.  Las hojas están profundamente pinnadas, divididas en cinco segmentos distintos  (llamados lóbulos o folículos).  Las hojas basales son pecioladas de 6 mm de largo y 3 mm de ancho. Tamaño de los folículos de las hojas compuestas: 4-6 mm de ancho, longitud 9-12 mm.

## Propiedades
En la medicina popular esta planta se usa por sus propiedades astringentes y antiespasmódicas (reduce los espasmos musculares y  relaja el sistema nervioso).

## Taxonomía
Potentilla aurea fue descrita por  Carlos Linneo y publicado en Centuria II. Plantarum ... 18. 1756.
Etimología
Potentilla: nombre genérico que se refiere a las grandes propiedades medicinales que se le atribuyen a esta planta desde la antigüedad. De hecho, el nombre genérico (Potentilla) deriva de la palabra latina potens (= planta pequeña con potentes propiedades curativas) o portentum (= posibilidades prodigiosas desatadas por la planta). 
aurea: epíteto latino que se refiere probablemente a la brillante coloración dorada de los pétalos.
Variedades aceptadas
1. Potentilla aurea subsp. chrysocraspeda (Lehm.) Nyman

Sinonimia
- Dynamidium aureum (L.) Fourr.
- Dynamidium erodorum (Jord.) Fourr.
- Fragaria aurea (L.) Crantz
- Potentilla alpina (Willk.) Zimmeter
- Potentilla erodora Jord. in Verl.
- Potentilla halleri Haller f. in Ser.[2]
- Potentilla intermedia Poir.[3]
- Potentilla minima Clairv.,
- Potentilla myrioclada Gand.[4]